# Liste der Nummer-eins-Hits in Frankreich (1974)
Diese Liste enthält alle Nummer-eins-Hits in Frankreich im Jahr 1974. Es gab in diesem Jahr 21 Nummer-eins-Singles und 8 Nummer-eins-Alben.

## Singles
| | Liste der Nummer-eins-Hits in Frankreich | Liste der Nummer-eins-Hits in Frankreich | Liste der Nummer-eins-Hits in Frankreich                                                                                       | 1975 →                    |
| \| Zeitraum \| Wo. ges. \| Interpret \| Titel Autor(en) \| Zusätzliche Informationen \| \| (Zeitraum, Wochen auf Platz eins, Interpret, Titel, Autor[en], zusätzliche Informationen) \| \| \| \| \| \| ----------------------------------------------------------------------------------------- \| -------- \| ----------------------- \| ------------------------------------------------------------------------------------------------------------------------------ \| ------------------------- \| \| 24. Dezember 1973 – 7. Januar 1974 2 Wochen (insgesamt 5) \| 5 \| Michel Delpech \| Les divorcés Musik: Roland Richard Vincent; Text: Michel Delpech, Jean-Michel Franck Rivat \| – \| \| 8. Januar 1974 – 14. Januar 1974 1 Woche \| 1 \| Claude François \| Chanson populaire (Ça s’en va et ça revient) Musik: Jean-Pierre Henri Eugene Bourtayre, Nicolas Skorsky; Text: Nicolas Skorsky \| – \| \| 15. Januar 1974 – 4. Februar 1974 3 Wochen (insgesamt 5) \| 5 \| Michel Delpech \| Les divorcés Musik: Roland Richard Vincent; Text: Michel Delpech, Jean-Michel Franck Rivat \| – \| \| 5. Februar 1974 – 11. Februar 1974 1 Woche \| 1 \| Pierre Vassiliu \| Qui c’est celui-là? Original: Francisco Buarque de Hollanda; französischer Text: Marie Vassiliu \| – \| \| 12. Februar 1974 – 4. März 1974 3 Wochen \| 3 \| Ringo \| Tentation Claude Léon François Ayot, Guy Bayle \| – \| \| 5. März 1974 – 11. März 1974 1 Woche \| 1 \| Pierre Groscolas \| Lady Lay Musik: Pierre Robert Groscolas; Text: Michel Eugene Jourdan \| – \| \| 12. März 1974 – 25. März 1974 2 Wochen \| 2 \| Titi et Sylvestre \| Titi à la neige François Orenn, Jen Jiry \| – \| \| 26. März 1974 – 8. April 1974 2 Wochen (insgesamt 3) \| 3 \| Johnny Hallyday \| Prends ma vie Musik: Jean Gaston Renard; Text: Jean-Paul Cugurno \| – \| \| 9. April 1974 – 22. April 1974 2 Wochen \| 2 \| Sheila \| Le couple Musik: André Andrians, Lina Andrians, Michele Michaele; Text: Claude Léon François Ayot, Michele Michaele \| – \| \| 23. April 1974 – 29. April 1974 1 Woche (insgesamt 3) \| 3 \| Johnny Hallyday \| Prends ma vie Musik: Jean Gaston Renard; Text: Jean-Paul Cugurno \| – \| \| 30. April 1974 – 24. Juni 1974 8 Wochen \| 8 \| Daniel Guichard \| Mon vieux Musik: Jean Ferrat; Text: Michelle Senlis, Daniel Guichard \| – \| \| 25. Juni 1974 – 8. Juli 1974 2 Wochen \| 2 \| Johnny Hallyday \| Je t’aime, je t’aime, je t’aime Musik: Jean Gaston Renard; Text: Gilles Thibaut \| – \| \| 9. Juli 1974 – 22. Juli 1974 2 Wochen \| 2 \| Michel Sardou \| Je veux l’épouser pour un soir Musik: Jacques Abel Jules Revaux; Text: Claude Jacques Raoul Lemesle, Michel Charles Sardou \| – \| \| 23. Juli 1974 – 12. August 1974 3 Wochen \| 3 \| Claude François \| Le mal-aimé Terence John Kevin Dempsey; französischer Text: Edmond David Bacri \| – \| \| 13. August 1974 – 19. August 1974 1 Woche \| 1 \| George McCrae \| Rock Your Baby Harry Wayne Casey, Richard Finch \| – \| \| 20. August 1974 – 16. September 1974 4 Wochen \| 4 \| Claude-Michel Schönberg \| Le premier pas Claude-Michel Schönberg \| – \| \| 17. September 1974 – 7. Oktober 1974 3 Wochen \| 3 \| Waldo de los Ríos \| Nabucco Giuseppe Verdi \| – \| \| 8. Oktober 1974 – 14. Oktober 1974 1 Woche \| 1 \| Johnny Hallyday \| Johnny Rider Musik: Jean-Marc Deutère; Text: Jacques Jean Yves Bernet, Jean-Paul Cugurno \| – \| \| 15. Oktober 1974 – 11. November 1974 4 Wochen (insgesamt 5) \| 5 \| Claude François \| Le téléphone pleure Musik: Jean-Pierre Henri Eugène Bourtayre, Claude François; Text: Franck Thomas \| – \| \| 12. November 1974 – 2. Dezember 1974 3 Wochen \| 3 \| Carl Douglas \| Kung Fu Fighting Carl Douglas \| – \| \| 3. Dezember 1974 – 9. Dezember 1974 1 Woche \| 1 \| Mike Brant \| Qui pourra te dire Richard Seff, Daniël Seff \| – \| \| 10. Dezember 1974 – 16. Dezember 1974 1 Woche \| 1 \| Sheila \| Ne fais pas tanguer le bateau Musik: André Andrians, Lina Andrians; Text: Claude Léon François Ayot, Michele Michaele \| – \| \| 17. Dezember 1974 – 23. Dezember 1974 1 Woche (insgesamt 5) \| 5 \| Claude François \| Le téléphone pleure Musik: Jean-Pierre Henri Eugène Bourtayre, Claude François; Text: Franck Thomas \| – \| \| 24. Dezember 1974 – 10. Januar 1975 2 Wochen (insgesamt 5) \| 5 \| Michel Sardou \| Une fille aux yeux clairs Musik: Jacques Abel Jules Revaux; Text: Claude Jacques Raoul Lemesle, Michel Charles Sardou \| – \| |                                          |                                          | |                           |
| |                                          |                                          | | → 1975 →                  |
| Zeitraum | Wo. ges.                                 | Interpret                                | Titel Autor(en) | Zusätzliche Informationen |
| (Zeitraum, Wochen auf Platz eins, Interpret, Titel, Autor[en], zusätzliche Informationen) |                                          |                                          | |                           |
| 24. Dezember 1973 – 7. Januar 1974 2 Wochen (insgesamt 5) | 5                                        | Michel Delpech                           | Les divorcés Musik: Roland Richard Vincent; Text: Michel Delpech, Jean-Michel Franck Rivat                                     | –                         |
| 8. Januar 1974 – 14. Januar 1974 1 Woche | 1                                        | Claude François                          | Chanson populaire (Ça s’en va et ça revient) Musik: Jean-Pierre Henri Eugene Bourtayre, Nicolas Skorsky; Text: Nicolas Skorsky | –                         |
| 15. Januar 1974 – 4. Februar 1974 3 Wochen (insgesamt 5) | 5                                        | Michel Delpech                           | Les divorcés Musik: Roland Richard Vincent; Text: Michel Delpech, Jean-Michel Franck Rivat                                     | –                         |
| 5. Februar 1974 – 11. Februar 1974 1 Woche | 1                                        | Pierre Vassiliu                          | Qui c’est celui-là? Original: Francisco Buarque de Hollanda; französischer Text: Marie Vassiliu                                | –                         |
| 12. Februar 1974 – 4. März 1974 3 Wochen | 3                                        | Ringo                                    | Tentation Claude Léon François Ayot, Guy Bayle                                                                                 | –                         |
| 5. März 1974 – 11. März 1974 1 Woche | 1                                        | Pierre Groscolas                         | Lady Lay Musik: Pierre Robert Groscolas; Text: Michel Eugene Jourdan                                                           | –                         |
| 12. März 1974 – 25. März 1974 2 Wochen | 2                                        | Titi et Sylvestre                        | Titi à la neige François Orenn, Jen Jiry                                                                                       | –                         |
| 26. März 1974 – 8. April 1974 2 Wochen (insgesamt 3) | 3                                        | Johnny Hallyday                          | Prends ma vie Musik: Jean Gaston Renard; Text: Jean-Paul Cugurno                                                               | –                         |
| 9. April 1974 – 22. April 1974 2 Wochen | 2                                        | Sheila                                   | Le couple Musik: André Andrians, Lina Andrians, Michele Michaele; Text: Claude Léon François Ayot, Michele Michaele            | –                         |
| 23. April 1974 – 29. April 1974 1 Woche (insgesamt 3) | 3                                        | Johnny Hallyday                          | Prends ma vie Musik: Jean Gaston Renard; Text: Jean-Paul Cugurno                                                               | –                         |
| 30. April 1974 – 24. Juni 1974 8 Wochen | 8                                        | Daniel Guichard                          | Mon vieux Musik: Jean Ferrat; Text: Michelle Senlis, Daniel Guichard                                                           | –                         |
| 25. Juni 1974 – 8. Juli 1974 2 Wochen | 2                                        | Johnny Hallyday                          | Je t’aime, je t’aime, je t’aime Musik: Jean Gaston Renard; Text: Gilles Thibaut                                                | –                         |
| 9. Juli 1974 – 22. Juli 1974 2 Wochen | 2                                        | Michel Sardou                            | Je veux l’épouser pour un soir Musik: Jacques Abel Jules Revaux; Text: Claude Jacques Raoul Lemesle, Michel Charles Sardou     | –                         |
| 23. Juli 1974 – 12. August 1974 3 Wochen | 3                                        | Claude François                          | Le mal-aimé Terence John Kevin Dempsey; französischer Text: Edmond David Bacri                                                 | –                         |
| 13. August 1974 – 19. August 1974 1 Woche | 1                                        | George McCrae                            | Rock Your Baby Harry Wayne Casey, Richard Finch                                                                                | –                         |
| 20. August 1974 – 16. September 1974 4 Wochen | 4                                        | Claude-Michel Schönberg                  | Le premier pas Claude-Michel Schönberg                                                                                         | –                         |
| 17. September 1974 – 7. Oktober 1974 3 Wochen | 3                                        | Waldo de los Ríos                        | Nabucco Giuseppe Verdi | –                         |
| 8. Oktober 1974 – 14. Oktober 1974 1 Woche | 1                                        | Johnny Hallyday                          | Johnny Rider Musik: Jean-Marc Deutère; Text: Jacques Jean Yves Bernet, Jean-Paul Cugurno                                       | –                         |
| 15. Oktober 1974 – 11. November 1974 4 Wochen (insgesamt 5) | 5                                        | Claude François                          | Le téléphone pleure Musik: Jean-Pierre Henri Eugène Bourtayre, Claude François; Text: Franck Thomas                            | –                         |
| 12. November 1974 – 2. Dezember 1974 3 Wochen | 3                                        | Carl Douglas                             | Kung Fu Fighting Carl Douglas                                                                                                  | –                         |
| 3. Dezember 1974 – 9. Dezember 1974 1 Woche | 1                                        | Mike Brant                               | Qui pourra te dire Richard Seff, Daniël Seff                                                                                   | –                         |
| 10. Dezember 1974 – 16. Dezember 1974 1 Woche | 1                                        | Sheila                                   | Ne fais pas tanguer le bateau Musik: André Andrians, Lina Andrians; Text: Claude Léon François Ayot, Michele Michaele          | –                         |
| 17. Dezember 1974 – 23. Dezember 1974 1 Woche (insgesamt 5) | 5                                        | Claude François                          | Le téléphone pleure Musik: Jean-Pierre Henri Eugène Bourtayre, Claude François; Text: Franck Thomas                            | –                         |
| 24. Dezember 1974 – 10. Januar 1975 2 Wochen (insgesamt 5) | 5                                        | Michel Sardou                            | Une fille aux yeux clairs Musik: Jacques Abel Jules Revaux; Text: Claude Jacques Raoul Lemesle, Michel Charles Sardou          | –                         |

## Alben
| | Liste der Nummer-eins-Hits in Frankreich | Liste der Nummer-eins-Hits in Frankreich | Liste der Nummer-eins-Hits in Frankreich | 1975 →                    |
| \| Zeitraum \| Wo. ges. \| Interpret \| Titel \| Zusätzliche Informationen \| \| (Zeitraum, Wochen auf Platz eins, Interpret, Titel, zusätzliche Informationen) \| \| \| \| \| \| ------------------------------------------------------------------------------ \| -------- \| ------------------------ \| ----------------------------------- \| ------------------------- \| \| 31. Dezember 1973 – 7. Januar 1974 1 Woche \| 1 \| Verschiedene Interpreten \| La Révolution Française, Rock Opéra \| – \| \| 8. Januar 1974 – 4. Februar 1974 4 Wochen (insgesamt 20) \| 20 \| Michel Sardou \| La maladie d’amour \| – \| \| 5. Februar 1974 – 1. April 1974 8 Wochen \| 8 \| Serge Lama \| Chez moi \| – \| \| 2. April 1974 – 3. Juni 1974 9 Wochen (insgesamt 20) \| 20 \| Michel Sardou \| La maladie d’amour \| – \| \| 4. Juni 1974 – 29. Juli 1974 8 Wochen \| 8 \| Johnny Hallyday \| Je t’aime, je t’aime, je t’aime \| – \| \| 30. Juli 1974 – 5. August 1974 1 Woche (insgesamt 26) \| 26 \| Pink Floyd \| The Dark Side of the Moon \| – \| \| 6. August 1974 – 12. August 1974 1 Woche (insgesamt 20) \| 20 \| Michel Sardou \| La maladie d’amour \| – \| \| 13. August 1974 – 2. September 1974 3 Wochen (insgesamt 26) \| 26 \| Pink Floyd \| The Dark Side of the Moon \| – \| \| 3. September 1974 – 30. September 1974 4 Wochen \| 4 \| Waldo de los Ríos \| Nabucco \| – \| \| 1. Oktober 1974 – 4. November 1974 5 Wochen \| 5 \| The Rolling Stones \| It’s Only Rock ’n’ Roll \| – \| \| 5. November 1974 – 4. April 1975 21 Wochen \| 21 \| Pierre Perret \| Le zizi \| – \| |                                          |                                          |                                          |                           |
| |                                          |                                          |                                          | → 1975 →                  |
| Zeitraum | Wo. ges.                                 | Interpret                                | Titel                                    | Zusätzliche Informationen |
| (Zeitraum, Wochen auf Platz eins, Interpret, Titel, zusätzliche Informationen) |                                          |                                          |                                          |                           |
| 31. Dezember 1973 – 7. Januar 1974 1 Woche | 1                                        | Verschiedene Interpreten                 | La Révolution Française, Rock Opéra      | –                         |
| 8. Januar 1974 – 4. Februar 1974 4 Wochen (insgesamt 20) | 20                                       | Michel Sardou                            | La maladie d’amour                       | –                         |
| 5. Februar 1974 – 1. April 1974 8 Wochen | 8                                        | Serge Lama                               | Chez moi                                 | –                         |
| 2. April 1974 – 3. Juni 1974 9 Wochen (insgesamt 20) | 20                                       | Michel Sardou                            | La maladie d’amour                       | –                         |
| 4. Juni 1974 – 29. Juli 1974 8 Wochen | 8                                        | Johnny Hallyday                          | Je t’aime, je t’aime, je t’aime          | –                         |
| 30. Juli 1974 – 5. August 1974 1 Woche (insgesamt 26) | 26                                       | Pink Floyd                               | The Dark Side of the Moon                | –                         |
| 6. August 1974 – 12. August 1974 1 Woche (insgesamt 20) | 20                                       | Michel Sardou                            | La maladie d’amour                       | –                         |
| 13. August 1974 – 2. September 1974 3 Wochen (insgesamt 26) | 26                                       | Pink Floyd                               | The Dark Side of the Moon                | –                         |
| 3. September 1974 – 30. September 1974 4 Wochen | 4                                        | Waldo de los Ríos                        | Nabucco                                  | –                         |
| 1. Oktober 1974 – 4. November 1974 5 Wochen | 5                                        | The Rolling Stones                       | It’s Only Rock ’n’ Roll                  | –                         |
| 5. November 1974 – 4. April 1975 21 Wochen | 21                                       | Pierre Perret                            | Le zizi                                  | –                         |